# Brialmont-Bucht
Die Brialmont-Bucht (französisch Baie (de) Brialmont, englisch Brialmont Cove, spanisch Caleta Brialmont, in Argentinien auch Bahía Maldita) ist eine Nebenbucht der Hughes Bay an der Danco-Küste des Grahamlands auf der Antarktischen Halbinsel. Sie liegt zwischen dem Charles Point und dem Spring Point.
Kartiert wurde die Bucht bei der Belgica-Expedition (1897–1899) des belgischen Polarforschers Adrien de Gerlache de Gomery. Dieser benannte sie nach Henri Alexis Brialmont (1821–1903), Mitglied der Expeditionskommission.